# Cyphostemma setosum
Cyphostemma setosum är en vinväxtart som först beskrevs av William Roxburgh, och fick sitt nu gällande namn av Arthur Hugh Garfit Alston. Cyphostemma setosum ingår i släktet Cyphostemma och familjen vinväxter. Inga underarter finns listade i Catalogue of Life.